# Cyffylliog
Cyffylliog, parfois appelé Y Gyffylliog en gallois, est un village et une communauté du Denbighshire, au pays de Galles.
Il est situé dans le centre du comté, à 7 km à l'ouest de la ville de Ruthin.

## Démographie
Au recensement de 2011, la communauté de Cyffylliog comptait 495 habitants.